# ظهیری سمرقندی
محمد بن علی بن محمد ظهیری سمرقند از کاتبان و نویسندگان سرآمد و بنام اواخر قرن ششم و اوایل قرن هفتم بود که در دربار قلج طمغاج خان ابراهیم، آخرین پادشاه از سلسله آل افراسیاب (متوفی حدود سال ۶۰۰ ه.ق) است. هرچند اینکه ظهیری تا چه سالی می‌زیسته نامشخص است اما آنچه مهم است آن است که این نویسندهٔ توانا در دیوان آخرین پادشاه آل افراسیاب دارای مقامی بلند و مورد احترام این پادشاه بوده‌است.

## آثار ظهیری سمرقندی
از آثار و تحریرات ظهیری سمرقندی می‌توان به 
۱.اغراض السیاسة فی اعراض الریاسة
۲.سندبادنامه
۳.سمع الظهیر فی جمع الظفیر
اشاره کرد.